# Vilma Sotomayor
Vilma Sotomayor (Guayaquil; 11 de junio de 1975) es una actriz de televisión y personalidad ecuatoriana, que ha trabajado en la televisión mexicana desde ya hace más de una década con varias producciones en Televisa y entre ellas los unitarios de Como dice el dicho y La rosa de Guadalupe, donde ha intervenido en muchos episodios.

## Filmografía

### Televisión[4]
- La madrastra (2022) como Rebeca de Escalante[5][6]
- La rosa de Guadalupe (2009-2024) en Varios episodios
- Como dice el dicho (2012-2023) en Varios episodios[7]
- Triunfo del amor (2010-2011) como Amanda
- El Pantera (2007) como Tania
- Clase 406 (2002-2003) como Karla de Barbera
- Mujer, casos de la vida real (2002-2004) en Varios episodios
- Por un beso (2000-2001) como Sonia
- La casa en la playa (2000) como Virginia Del Junco
- 7 Lunas, 7 Serpientes (1996)
- Dulce tormento (1994-1995) como Claudia Bejarano[8]
- Manzana 12 (1995) como La Niña Cristina
- A la costa (1994) como Consuelo
- Ángel o demonio (1993) como Mariela